# Peter Stichler
Peter Stichler (* 15. Januar 1958 in Ludwigsburg) ist ein ehemaliger deutscher Fußballspieler. Der Abwehr- und Mittelfeldspieler absolvierte 22 Spiele in der Bundesliga und erzielte dabei ein Tor. Zudem stand er in 262 Spielen in der 2. Bundesliga auf dem Platz und konnte 38 Zweitligatore erzielen.

## Laufbahn
Stichler debütierte für die Stuttgarter Kickers am 13. Juni 1976 bei der 1:4-Niederlage gegen die SpVgg Fürth in der zweiten Bundesliga. In der folgenden Spielzeit konnte er sich im Zweitligakader etablieren und bestritt 15 seiner 23 Saisonsätze von Anfang an. Dabei gelang dem Verteidiger am 11. September 1976 beim 8:1-Erfolg über den Würzburger FV sein erstes Profitor. Endgültig zum Stammspieler wurde er ab der Spielzeit 1977/78 und verpasste in den folgenden vier Jahren kaum ein Spiel.
1981 wechselte Stichler zum Ligarivalen FC Schalke 04, mit dem er in die Bundesliga aufstieg. Nachdem er in der Aufstiegssaison noch regelmäßig Einsatzzeit bekommen hatte, kam er in den folgenden Jahren, in denen er mit dem Verein zwischen erster und zweiter Liga pendelte, nicht über den Status eines Ergänzungsspielers hinaus. 
Daher kehrte er 1985 zu den Stuttgarter Kickers in die zweite Liga zurück, konnte sich aber nicht in der Stammelf etablieren. Im Sommer 1986 ging er für zwei Jahre nach Rot-Weiss Essen, wo er 1988 seine Profifußballerkarriere beendete und in den Amateurbereich zu Union Solingen wechselte.